# Marshall Amplification
 (novembre 2012).
Si vous disposez d'ouvrages ou d'articles de référence ou si vous connaissez des sites web de qualité traitant du thème abordé ici, merci de compléter l'article en donnant les références utiles à sa vérifiabilité et en les liant à la section « Notes et références ».
L'entreprise britannique Marshall Amplification est l'un des plus grands fabricants mondiaux d'amplificateurs pour guitare électrique. Elle produit aussi des amplis pour des guitares basse, des pédales d'effets, des casques audio, des enceintes, un réfrigérateur et dernièrement un smartphone.

## Histoire
L'entreprise Marshall naît en 1962 lorsque Jim Marshall, qui était alors professeur de batterie et propriétaire d'un magasin de musique, s'aperçoit au fil des discussions avec de nombreux musiciens, dont Pete Townshend et John Entwistle du groupe The Who, qu'ils émettent régulièrement le besoin d'un son différent, plus puissant. Jim Marshall décide alors de se lancer dans le monde de l'amplification. Il construit un premier ampli à lampes, le JTM 45, très largement inspiré du Fender Bassman '59.
Jim Marshall est par ailleurs l'inventeur du stack, c'est-à-dire une pile d'enceintes de haut-parleurs surmontée d'une tête d'ampli.
Le son Marshall dans les années 1960 a été popularisé par trois artistes majeurs de l'époque : les Who, Jimi Hendrix, et Eric Clapton lorsqu'il jouait avec les Bluesbreakers de John Mayall. Ce son si puissant fit beaucoup d'admirateurs et d'autres guitaristes tel que Jimmy Page de Led Zeppelin jouèrent sur ces amplificateurs.
Dans les années 1970, les Ramones utilisent exclusivement des amplis Marshall : les modèles qu’ils utilisent varient au gré des locations sur place. Dans les années 1980, de nombreux guitaristes utilisent des Marshall : Metallica en utilisant des têtes JCM800 et JMP100 MkII pour l'album Ride the Lightning et ensuite, pour le studio. Megadeth entre autres avec le JCM800, Kerry King de Slayer, Slash (Guns N' Roses) avec le 1959 Plexi modifié, Silver Jubilee Slash et, Yngwie Malmsteen avec le JMP, Joe Satriani avec la série JVM modèle Joe Satriani, ainsi qu'AC/DC avec un JTM45 et Plexi. Enfin, le guitariste Billy Gibbons de ZZ Top a utilisé une variété de produits Marshall, dont la JCM 900 Dual Reverb, le Bluesbreaker, la JTM45, la Major, et la Lead 12.
Marshall est une marque reconnue par nombre de musiciens. Certains modèles, comme le JTM45, le Bluesbreaker, le Super Lead ou le JCM 800 sont devenus aussi incontournables qu'une guitare Fender ou Gibson.

## Produits

### Amplificateurs

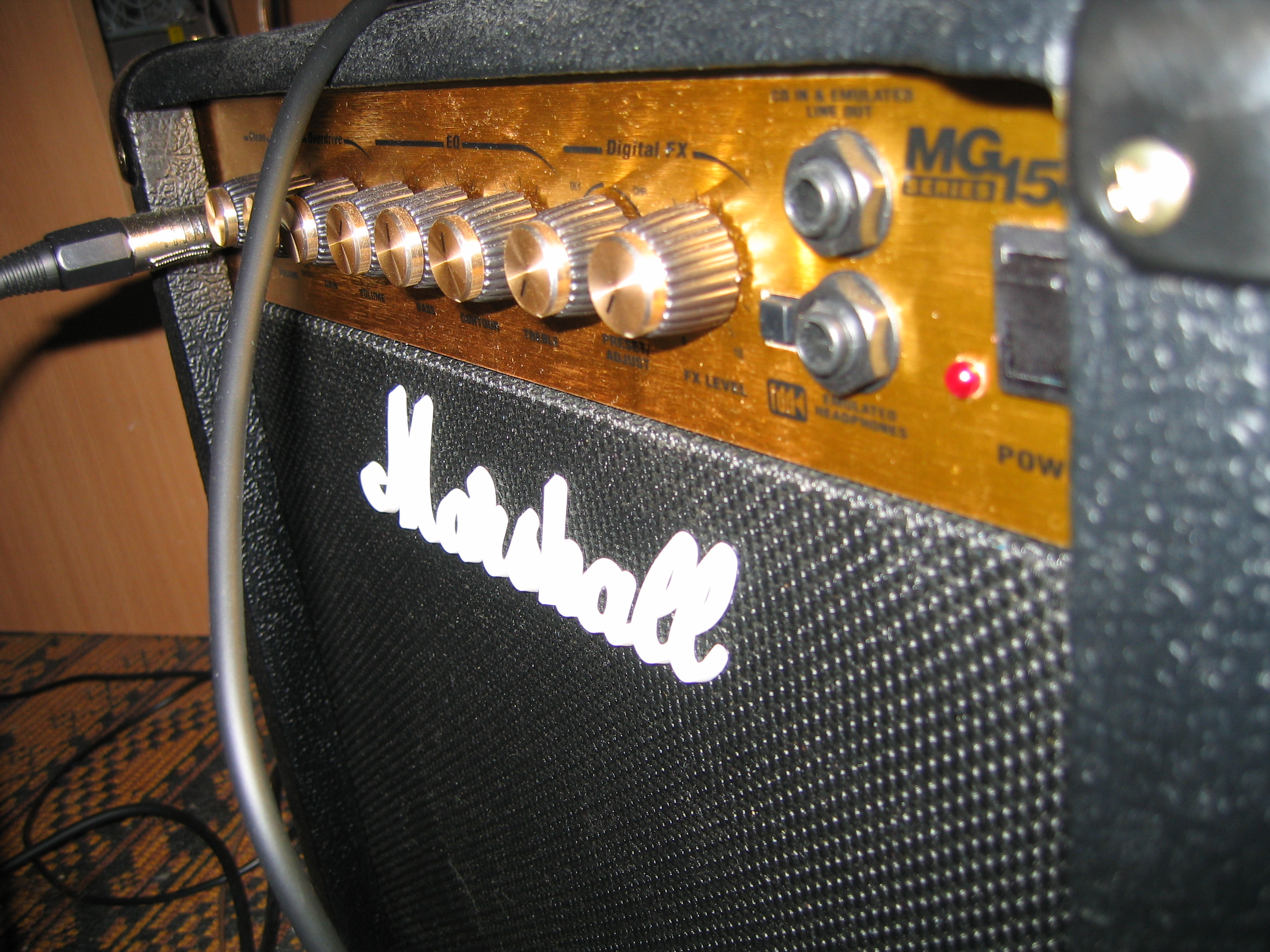
Amplificateur MG15DFX.
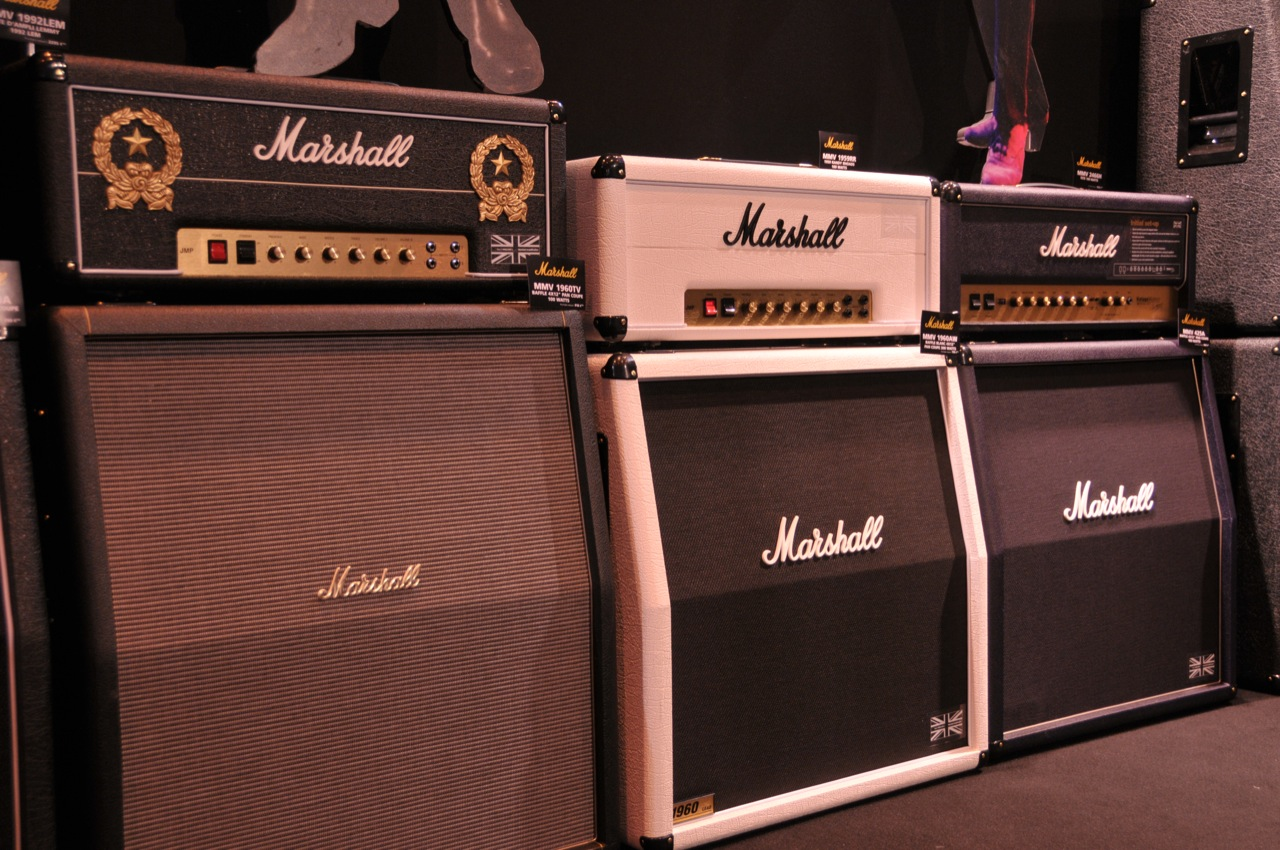
Amplificateurs édition spéciale anniversaire.
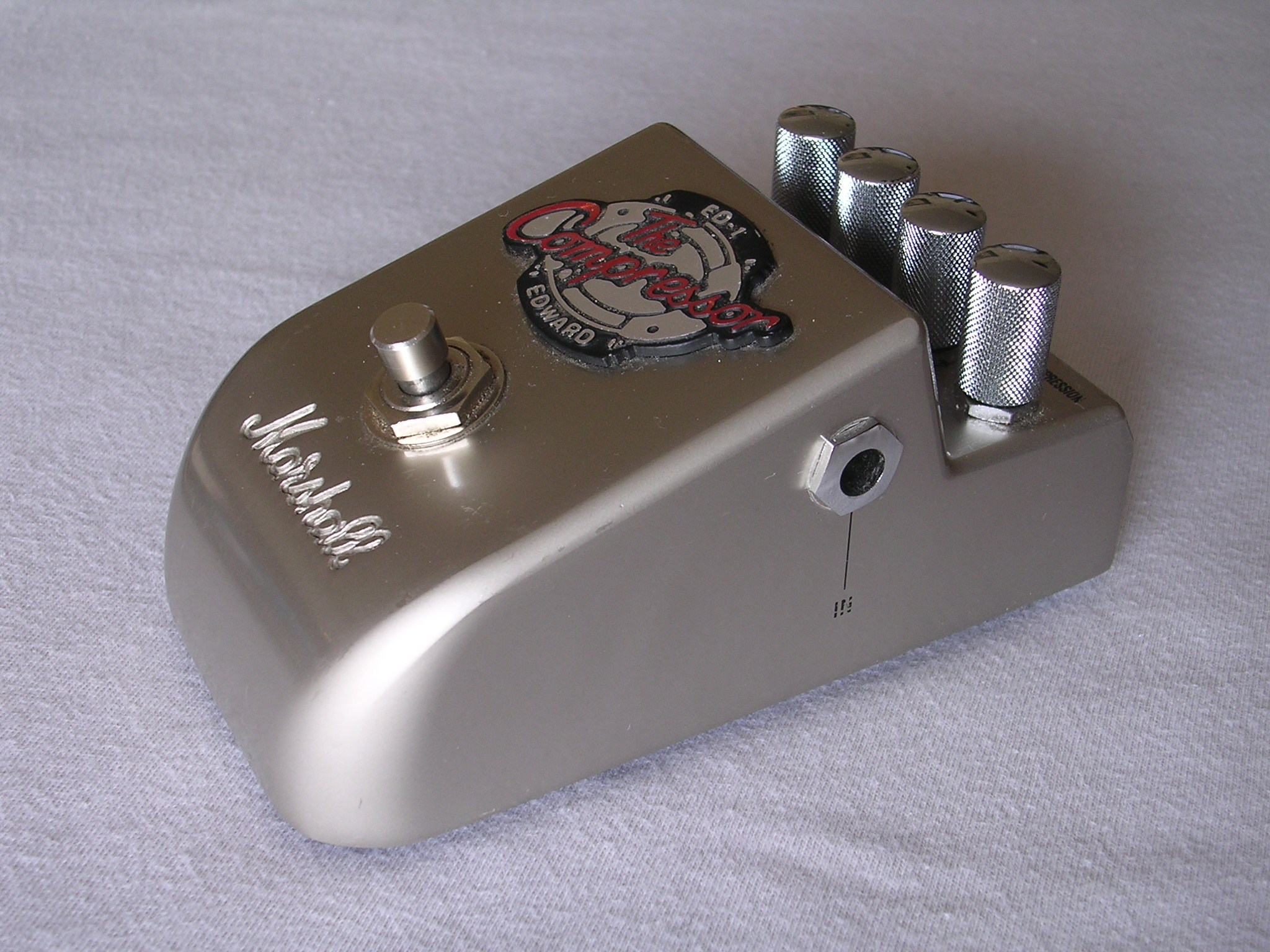
Pédale d'effet.

### Produits dérivés
Dans les années 2000-2010, Marshall a profité de sa notoriété pour lancer différents produits dérivés : réfrigérateur, bière artisanale brassée en Vendée, casques audio, station d’écoute pour baladeurs...

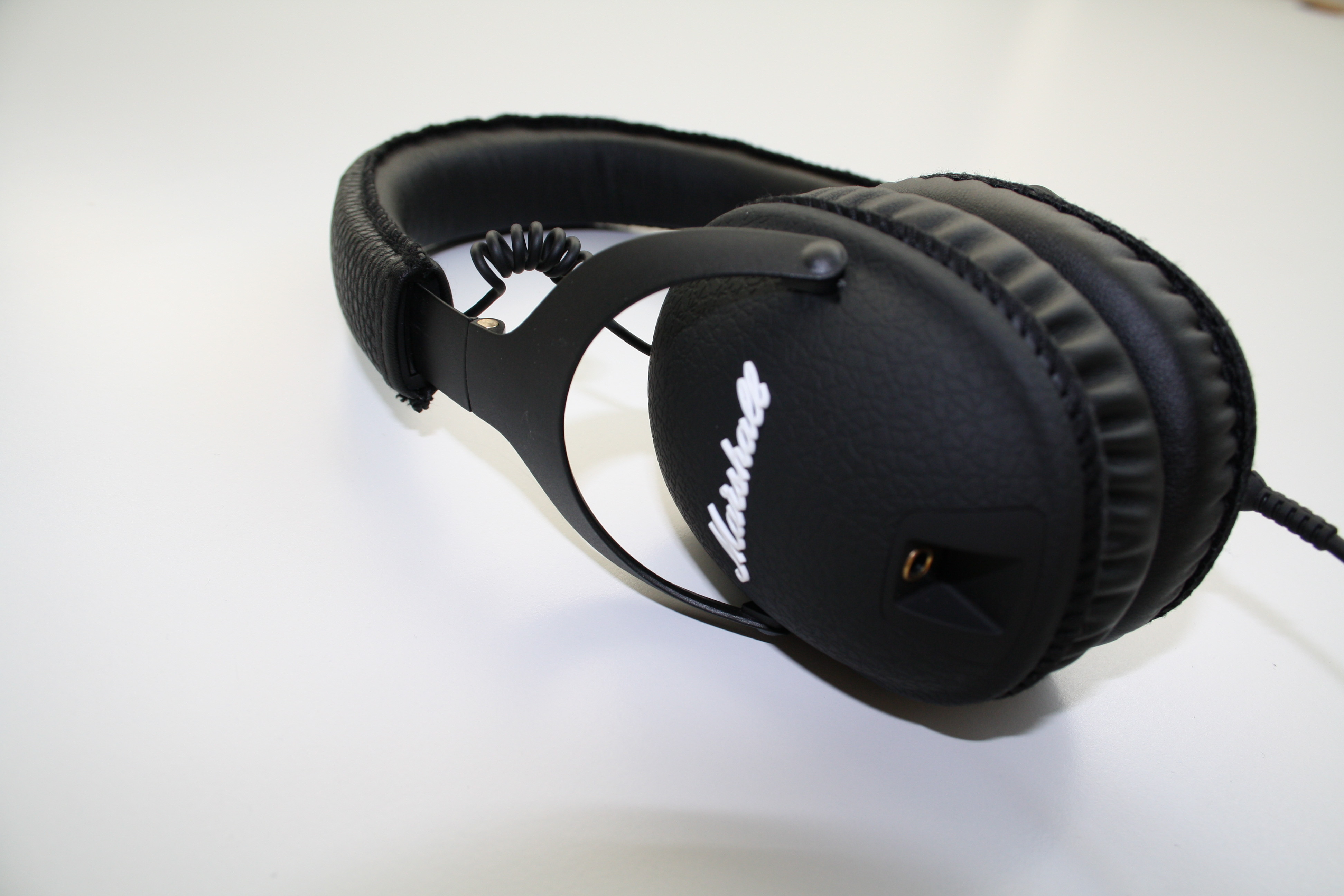
Casque audio modèle Monitor.
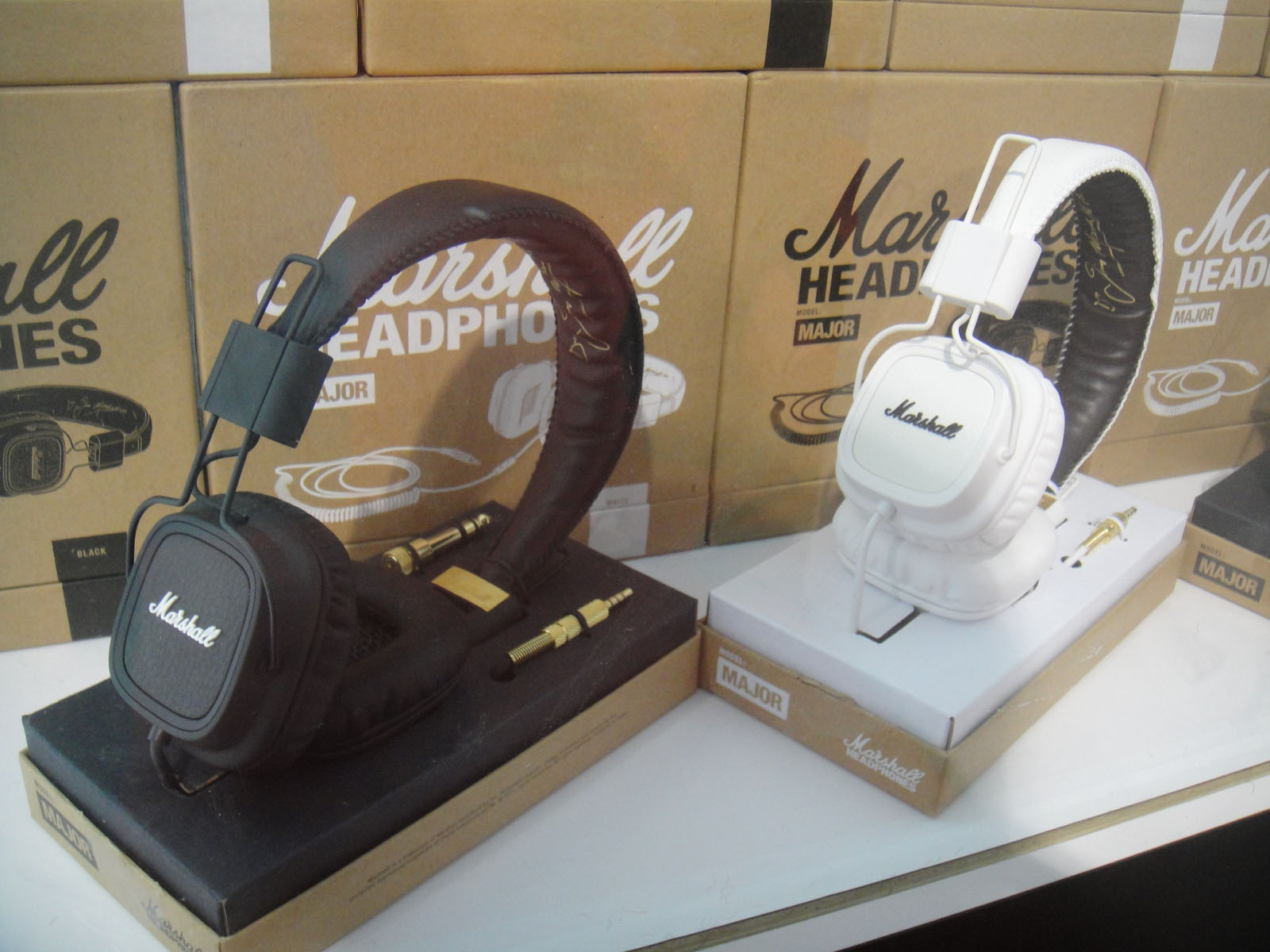
Casques audio modèle Major.
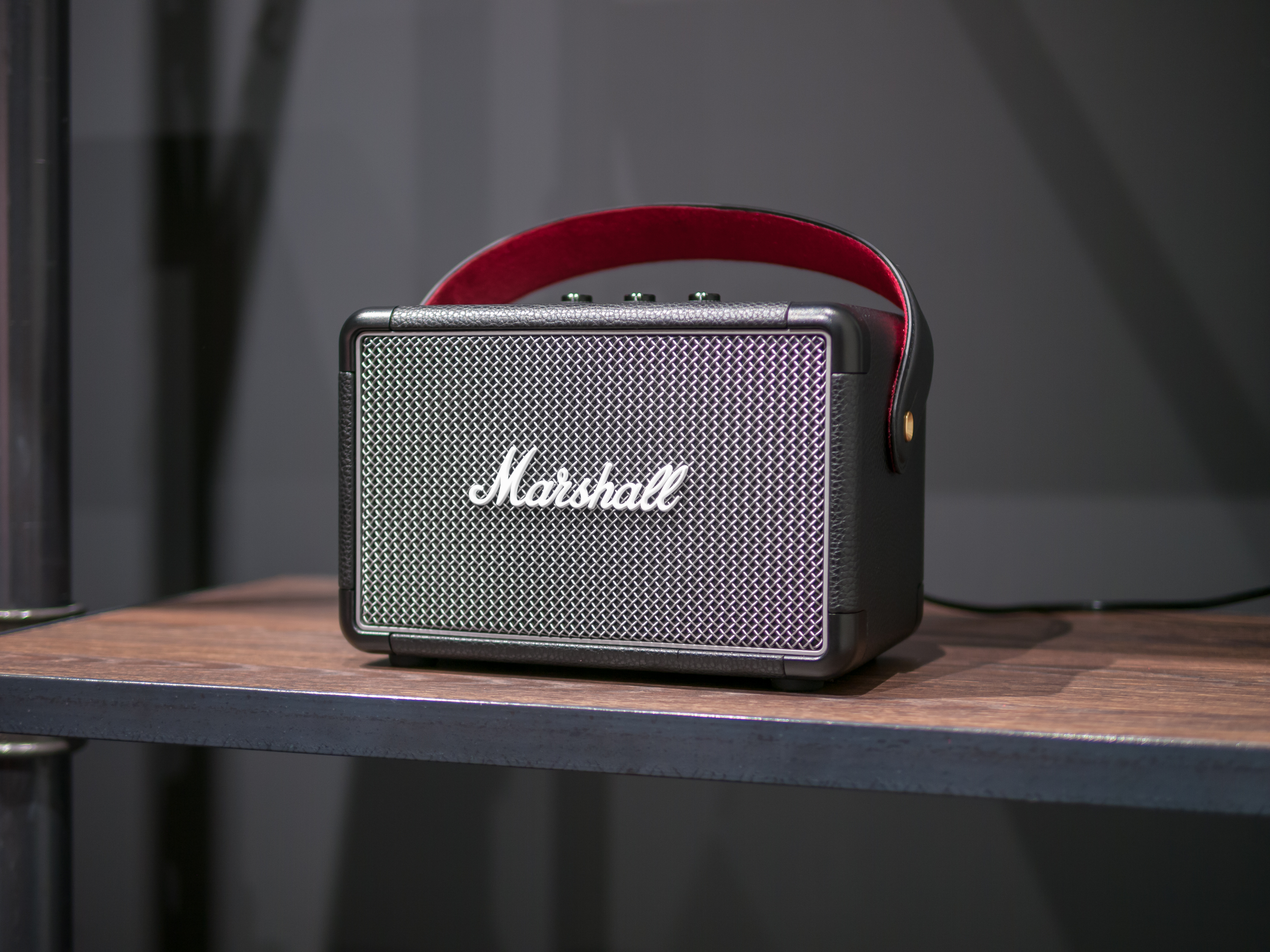
Enceinte portative.
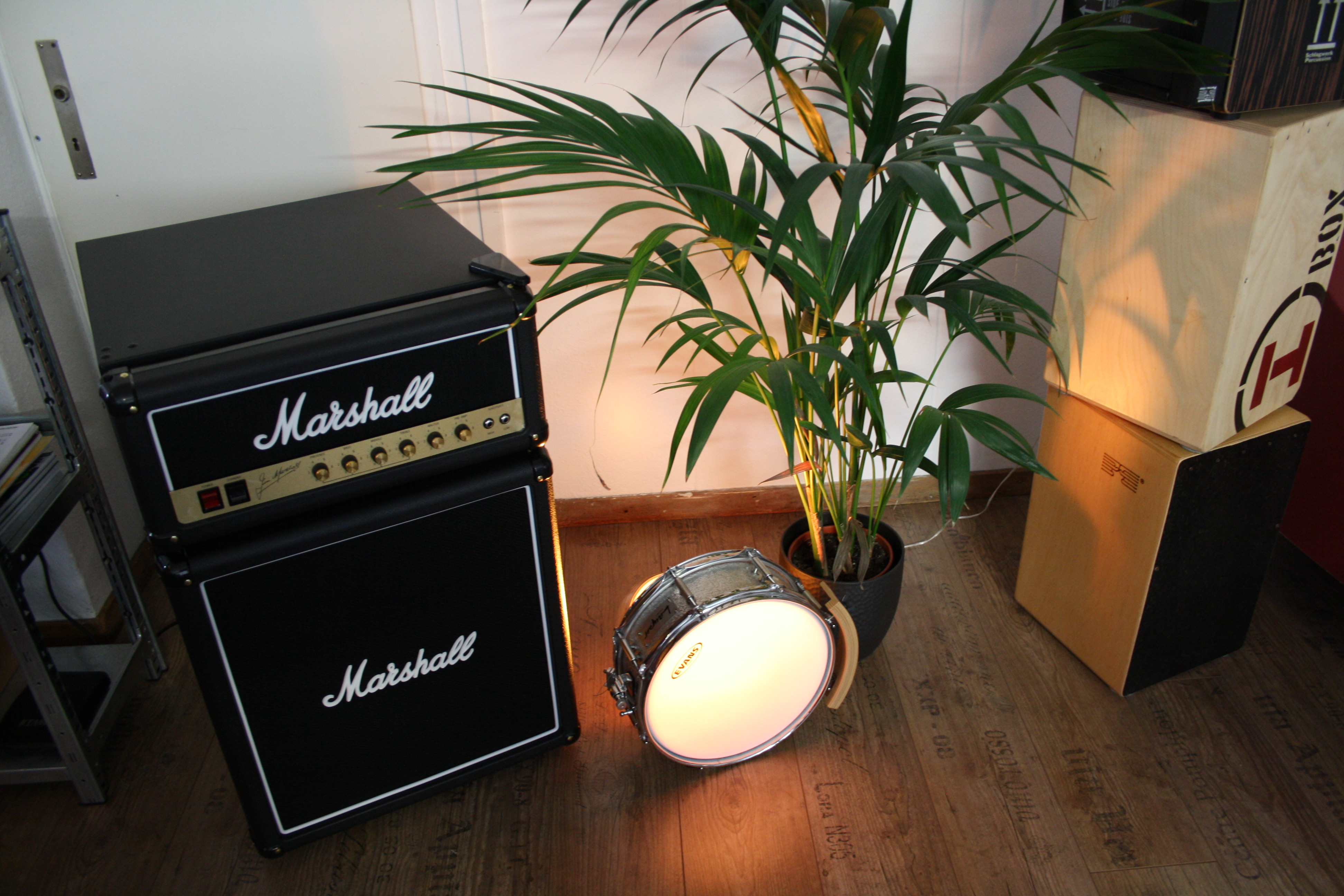
Mini-réfrigérateur.